# Lapsus (Komikerduo)
Lapsus sind ein 1995 gegründetes Schweizer Komikerduo, bestehend aus Theo Hitzig (Peter Winkler-Payot; * 1968, aus Dietikon) und Bruno (Christian Höhener; * 1969, aus Thal).
Im Programm «klaut» (2012/13) wird Bruno von Theo Hitzig als Bruno Gschwind benannt.

## Programme von Lapsus
- 1995: Schwinger
- 1998: Brainstorming
- 2001: Wurscht mit Anet Corti
- 2003: Mitternachtshow Im Theater am Hechtplatz
- 2004: Bäumig
- 2007: Lapsus zu Gast im Circus Knie
- 2009: Crashkurs
- 2012: klaut
- 2015: Comedy Christmas
- 2015: Die grosse Jubiläums-Show
- 2017: ON/OFF
- 2021: Circus Lapsus Helveticus

## TV-Sendungen
- 2006: Comedy im Casino, Moderation der Comedy-Sendung auf SF 1
- 2007: Arosa Humor-Festival, TV-Gala, Moderation der Comedy-Sendung auf SRF 1
- 2013: Arosa Humor-Festival, TV-Gala, Moderation der Comedy-Sendung auf SRF 1
- 2015: Arosa Humor-Festival, TV-Gala, Moderation der Comedy-Sendung auf SRF 1
- 2018: Arosa Humor-Festival, TV-Gala, Moderation der Comedy-Sendung auf SRF 1
- 2022: Arosa Humor-Festival, TV-Gala, Moderation der Comedy-Sendung auf SRF 1

## Auszeichnungen
- 1996: Goldener Scheinwerfer
- 2001: Zentraleuropäischer Kleinkunstpreis
- 2010: Arosa Humorfüller am Arosa Humor-Festival